# Boarmia tumartinaria
Boarmia tumartinaria är en fjärilsart som beskrevs av Otto Staudinger. Boarmia tumartinaria ingår i släktet Boarmia och familjen mätare. Inga underarter finns listade i Catalogue of Life.